# Плау Лейн
Плау Лейн (англ. Plough Lane), також відомий за спонсорською назвою Черрі Ред Рекордс Стедіум (англ. The Cherry Red Records Stadium) — футбольний стадіон у Вімблдоні, на південному заході Лондона, який з 3 листопада 2020 року є домашньою ареною клубу «Вімблдон». 2022 року почалося спільне використання стадіону з регбійним клубом «Лондон Бронкос».

## Трибуни
- Західна трибуна — місткість 4 267
- Південна трибуна (тераса безпечного стояння) — місткість 1 092
- Східна трибуна — місткість 2 391
- Північна трибуна (виїзна сторона) — місткість 1 465

## Передісторія
«Вімблдон» грав свої матчі на старому стадіоні Плау Лейн з 1912 по 1991 рік. Новий стадіон розташований приблизно за 200 ярдів на схід від нього. Після 1991 року «Вімблдон» почав грати спільно з «Кристал Пелас» на Селгерст-Парку з наміром пізніше переїхати на новий стадіон виключно з місцями для сидіння, оскільки старий стадіон «Плау Лейн» вважався непридатним для такого перетворення на сучасний. Для можливого нового стадіону розглядалися численні локації в межах і за межами Мертона, але жоден з варіантів не був реалізований, і в 2003 році старий клуб «Вімблдон» переїхав за 70 миль на північ до Мілтон-Кінза, а наступного року отримав назву «Мілтон-Кінз Донз».
У 2002 році, після того, як Футбольна асоціація дала дозвіл старому «Вімблдону» переїхати до Мілтон-Кінза, частина його прихильників створила відроджений клуб, АФК «Вімблдон». Новостворений клуб почав грати на Кінгсмедоу, на той час домашній арені клубу «Кінгстоніан».
З моменту свого заснування АФК «Вімблдон» заявляв, що однією з його головних цілей було повернення до Мертона з новим стадіоном поблизу початкового Плау Лейн, який він вважає своїм «духовним домом». Ця мета лягла в основу проєкту нового спеціально збудованого стадіону на місці Вімблдон Грейгаунд Стедіум (стадіону для перегонів грейгаундів), розташованого приблизно в 200 ярдах від оригінального футбольного стадіону Плау Лейн, на якому первісна команда «Вімблдон» грала протягом 80 років.
До 2013 року клуб і ЗМІ часто оприлюднювали плани побудови на місці грейгаунд-стадіону багатоцільового або футбольного стадіону. У 2013 році «Вімблдон» оголосив, що ведуться переговори з Радою Мертона щодо спільної заявки на грейгаунд-стадіон і прилеглу землю у співпраці з забудовником Galliard Homes для будівництва нового футбольного стадіону, 600 житлових об'єктів і ряду громадських.

## Побудова
Будівництво почалося з постійної західної трибуни, яка має головний вхід з півдня з вулиці Плау Лейн. Це чотириповерхова будівля з загальним входом на першому поверсі та приміщеннями для глядачів на верхніх. Ця споруда вміщує 4 267 глядачів; напівпостійні трибуни з інших трьох сторін доводять початкову місткість до 9 215. Серед напівпостійних місць для сидіння найбільш гучні домашні вболівальники будуть на півдні, де буде зона для безпечного стояння; сімейна зона на сході; а гостьові вболівальники — на північній трибуні, яка є ізольованою та має власний окремий вхід. Додатковий вхід для домашніх уболівальників з південної і східної трибун розташований на пішохідній вулиці Грейгаунд Перейд (англ. Greyhound Parade) на схід від стадіону.
Плани будівництва футбольного стадіону були схвалені одноголосно Радою боро Мертон 10 грудня 2015 року. 16 березня 2018 року було розпочато розчищення ділянки для підготовки до будівництва нового футбольного стадіону та житла. Відкриття стадіону спершу планувалося на літо 2019 року, але відбулося лише 3 листопада 2020 року. Право власності на землю було передано дочірній компанії «Вімблдона» 24 грудня 2018 року, разом з іншими операціями, у межах яких також право власності на Кінгсмедоу офіційно передали «Челсі».

### Фінанси
Таким чином, клуб придбав і розчистив місце колишнього стадіону Вімблдон Грейгаунд перед будівництвом. У 2019 році було оголошено, що для створення зменшеної версії початкового дизайну з однією постійною трибуною і початковою місткістю 9 000 глядачів знадобиться щонайменше 2 мільйони фунтів стерлінгів краудфандингу; станом на серпень 2019 року планку в 2 мільйони було зібрано через Seedrs. У листопаді 2019 року з'ясувалося, що фінансування у вигляді останніх 11 мільйонів фунтів стерлінгів, необхідних для завершення будівництва арени, не надійшло, як передбачалося. Фанати-власники клубу спочатку розглядали можливість скоротити проєкт або прийняти сторонні інвестиції в клуб щоб покрити дефіцит, відмовившись від власності. Однак альтернативне фінансування було швидко зібрано вболівальниками клубу шляхом випуску облігацій, що залучило понад 5 мільйонів фунтів. У травні 2020 року після ключових інвестицій місцевого бізнесмена Ніка Робертсона було підтверджено остаточне фінансування, необхідне для підписання всіх будівельних контрактів.

## Відкриття
АФК «Вімблдон» зіграв свій перший матч на стадіоні 3 листопада 2020 року проти «Донкастер Роверз» — нічия 2:2, перший гол на новому стадіоні забив гравець Вімблдона Джо Піготт на 18-й хвилині цього матчу. Проте у зв’язку з обмеженнями, пов’язаними з COVID-19, уболівальників на матчі не було. Перша гра на новому стадіоні з глядачами відбулася 18 травня 2021 року, коли 2 000 людей спостерігали за тестовою грою «Донс» із молодіжною командою «Ліверпуля» до 23 років. Перший домашній матч АФК «Вімблдон» у чемпіонаті сезону 2021—22 — нічию 3:3 проти «Болтон Вондерерз» — дивилися 7 728 уболівальників.

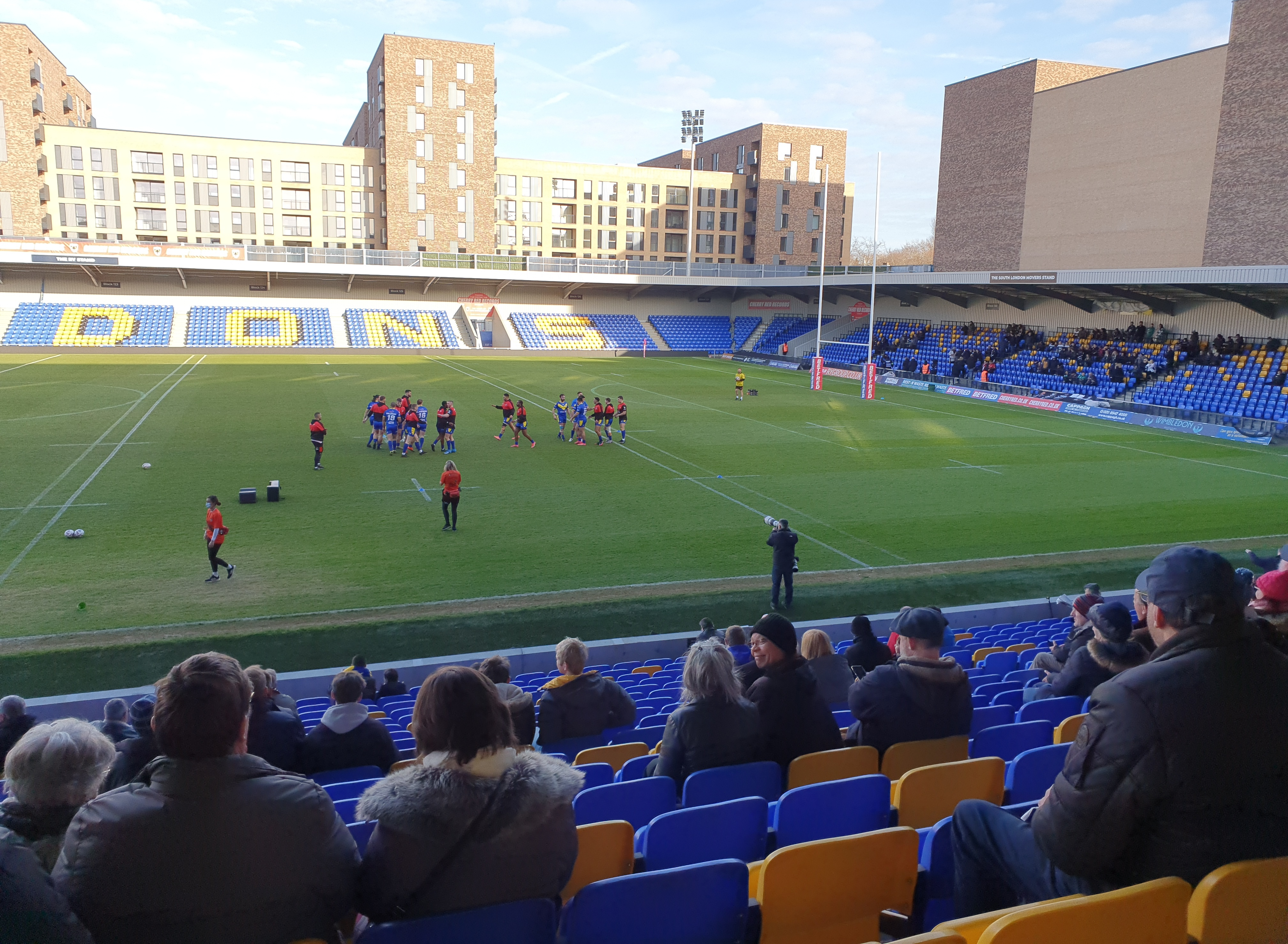
Плау Лейн у конфігурації для регбі під час розминки гравців «Лондон Бронкос»

У грудні 2020 року фанати-власники клубу Dons Trust оголосили, що вони обговорюють потенційну угоду про спільне використання стадіону з регбійним клубом «Лондон Бронкос». Голосування членів Trust пройшло у березні 2021 року, 91,7% проголосували «за». Для реалізації цього був необхідний перегляд планувального дозволу, проти чого виступила група місцевих мешканців, але ці проблеми були вирішені до сезону 2022 року.
25 березня 2021 року в приміщенні стадіону відкрився центр вакцинації від COVID-19 Національної служби охорони здоров'я; серед перших вакцинованих були вболівальники клубу.
16 вересня 2021 року клуб погодив подальшу трирічну угоду зі своїм спонсором стадіону Кінгсмедоу, Cherry Red Records, і таким чином Плау Лейн було перейменовано на Чері Ред Рекордс Стедіум (англ. Cherry Red Records Stadium).
Першим матчем, який відбувся на стадіоні та мав необмежену кількість глядачів, стала нічия «Вімблдона» проти «Болтон Вондерерз» (3:3) 14 серпня 2021 року. Найбільша відвідуваність на Плау Лейн була зафіксована 15 жовтня 2022 року — 8 568 осіб відвідали матч Другої ліги проти «Саттон Юнайтед».
30 січня 2022 року «Лондон Бронкос» зіграли свій перший матч на «Плау Лейн» проти «Віднес Вікінгс».
5 березня 2022 року на стадіоні відбувся фінал Кубка ліги серед жінок між «Челсі» та «Манчестер Сіті».
23 березня 2023 року збірна України з футболу зіграла на стадіоні спаринг з «Брентфордом B».

### Спонсорство
Нинішніми спонсорами різних частин стадіону є:
З 16 вересня 2021 року весь стадіон спонсорується компанією Cherry Red Records; компанія раніше була спонсором попереднього стадіону АФК «Вімблдона» в Кінгсмедоу. 
- Трибуна Ry — як і в Кінгсмедоу під назвою RyGas, компанія RyGroup, що надає послуги трейдерів, спонсорує східну трибуну навпроти головної.[27]
- The Cherry Red Records End — північна виїзна трибуна.[28]
- Трибуна Cappagh — західна, або головна, трибуна; спонсорство Cappagh, місцевої будівельної групи.[29]
- Трибуна South London Movers — південна трибуна для домашніх уболівальників; спонсорується South London Movers, місцевою компанією з перевезень на замовлення.[30]

## Розширення
Арена має планувальний дозвіл на розширення до 20 000 глядачів.

## Зовнішні посилання
- Офіційний сайт